# Сайкс, Бриттни
Бриттни Сайкс (англ. Brittney Sykes; род. 7 февраля 1994 года в Ньюарке, штат Нью-Джерси, США) — американская профессиональная баскетболистка, которая выступает в женской национальной баскетбольной ассоциации за клуб «Сиэтл Шторм». Была выбрана на драфте ВНБА 2017 года в первом раунде под общим седьмым номером командой «Атланта Дрим». Играет в амплуа атакующего защитника.

## Ранние годы
Бриттни родилась 7 февраля 1994 года в городе Ньюарк (штат Нью-Джерси) в семье Майкла Сайкса и Регины Шеррод, у неё есть два старших брата, Майкл и Джереми, училась она там же в средней школе Юнивёсити, в которой играла за местную баскетбольную команду.